# Distrito de Choros
El distrito de Choros es uno de los quince distritos administrativos de la Provincia de Cutervo, ubicada en el Departamento de Cajamarca, bajo la administración del Gobierno regional de Cajamarca, en el Perú.  
Desde el punto de vista jerárquico de la Iglesia católica forma parte de la Prelatura de Chota, sufragánea de la Arquidiócesis de Piura.

## Historia
El distrito de Choros fue creado mediante Ley del 2 de enero de 1857, en el gobierno del Presidente Ramón Castilla.

## Geografía
Tiene una superficie de 276,96 km²
Su condición económica es regular los productos que subastan a la población es el arroz,cacao,limón y una mayor cantidad en frutas. etc
Temperatura: en el distrito es de 27° a 32 °C.

## Autoridades

### Municipales
Anexo: Alcaldes del distrito de Choros:
2015 - 2018 

- Alcalde: Héctor Garcia Chenta (2023-2026).
- Alcalde: Andrés Cubas Sánchez, del Movimiento político Acción Popular (2019-2022).
- Regidores: Cesar Aníbal Heredia Cieza ( movimiento político de afirmación social MAS 2015), José Soberon Diaz (movimiento político Afirmación social MAS 2015), Saul Guerrero Cubas( movimiento político de Afirmación Social MAS 2015), Melvi Tantalian Cotrina ( movimiento político  de Afirmación Social MAS 2015), Roberto guerrero Díaz  (Movimiento político   caja marca siempre verde 2015).

- 2011-2014
- Alcalde: Profesor Rafael Olivera Dávila.
- 2007 - 2010
- Alcalde: Salvador Díaz Vásquez.

### Policiales
- Comisario:    PNP

### Religiosas
- Prelatura de Chota[3]
  - Obispo Prelado: Mons. Fortunato Pablo Urcey, OAR

## Atractivos turísticos
La catarata ubicada en el caserío de caracoles,la gruta del calvario,el museo arqueológico y paleontológico el amauta ubicado en el colegio José Carlos mariategui,el monolito ubicado en el caserío de san pedro, cerro el Portachuelo, El agua salada de Paca, la cruz del Conjuro etc.